# Веспасіано Колонна
Веспасіано Колонна (італ. Vespasiano Colonna; близько 1485 — 13 березня 1528) — італійський аристократ, кондотьєр, представник знатного роду Колонна.

## Біографія
Народився в родині Просперо Колонни, герцога Траетто (сучасне Мінтурно) і графа Фонді, та Ковелли ді Сансеверіно.
Брав участь в Італійських війнах на боці імператорських сил. У 1524 році як винагороду отримав від імператора Карла V графство Бельджойозо, конфісковане в роду Барбіано. Був відправлений на захист Неаполітанського королівства, що перебувало під владою Іспанії, однак у 1525 році перейшов на бік французів, чим викликав ворожість Папи Климента VII.
Після того, як рід Колонна захопив Ананьї, Папа запропонував Веспасіано прощення в обмін на припинення нападів на Папську державу. У відповідь Колонна очолив напад на папський палац у Ватикані, змусивши понтифіка сховатися в Замку Святого Ангела. За це Веспасіано та всі його родичі були відлучені від церкви.
У 1527 році примирився з Папою за посередництва імперських міністрів.
Помер у Пальяно 1528 року.

## Родина
Першою дружиною Веспасіано була Беатріче Аппіані з Пйомбіно. У цьому шлюбі народилася донька Ізабелла Колонна.
У 1526 році одружився вдруге з Джулією Ґонзаґа, донькою Людовіко Гонзаги, герцога Саббйонети.